# Not Looking Back (album Joany Zimmer)
Not Looking Back – piąty studyjny album niemieckiej wokalistki Joany Zimmer. Głównym producentem krążka jest Nicholas Wright, pracujący również z wokalistką przy poprzednim albumie Miss JZ (2010). Album został wydany 9 marca 2012 roku przy współpracy z wytwórnią Edel.
Pierwszym singlem promującym album został cover utworu Bryana Adamsa – Everything I Do (I Do It For You).
Album zawiera 7 nowych utworów oraz 3 pochodzące z wcześniejszych albumów oraz „Our Holiday” –  kolęda wydana w postaci download w grudniu 2011 roku.

## Lista utworów[1]
| #   | Tytuł                                | Autorzy                                                        | Producent                                       | Czas |
| --- | ------------------------------------ | -------------------------------------------------------------- | ----------------------------------------------- | ---- |
| 1.  | „Dreaming People”                    | Christian Walz, Jakob Hazell, Sharon Vaughn, Svante Halldin    | Kobalt                                          | 3:31 |
| 2.  | „(Everything I Do) I Do It for You”  | Bryan Adams, Michael Kamen, Robert John "Mutt" Lange           | Robert John „Mutt” Lange                        | 3:20 |
| 3.  | "I Believe (Give a Little Bit) 2012” | Marcella Detroid                                               | A7 Music                                        | 4:13 |
| 4.  | „Beyond the Dream”                   | Anders Hansson, Niklas Johannson aka Nick Manic, Sharon Vaughn | Applebay Songs/Kobalt, Hitfactory Songs         | 4:16 |
| 5.  | „Not Looking Back”                   | Nicolas R Wright, Sara Nurmi,                                  | Nicolas R Wright LLC                            | 3:30 |
| 6.  | „Till You’re Gone”                   | Maria Christensen                                              | Nicholas Wright                                 | 3:44 |
| 7.  | „Don’t Let Go”                       | Roche, Shawe, Vidal,                                           | Kamama, Monkey Beach Music, Samaxian            | 4:11 |
| 8.  | „Papa Can You Hear Me”               | Alan Bergman, Marylin Bergman, Michael Legrand                 | Emmanuel Music                                  | 3:14 |
| 9.  | „Killing Time”                       | Dimitri Ehrlic                                                 | Nicholas Wright                                 | 4:15 |
| 10. | „With Love, Joana”                   | Joana Zimmer, Johnathan Celestin, Nicholas R Wright            | Joana Zimmer, Nicholas R Wright Music LLC       | 3:12 |
| 11. | „Our Holiday”                        | Gen Rubin, Joana Zimmer, Maria Christensen                     | Cherry Lane, Go Global Publishing, Joana Zimmer | 3:24 |

## Single
Jako pierwszy singel została wydana kompozycja „(Everything I Do) I Do It for You”, która nie zajęła żadnej pozycji na oficjalnym ogólnoniemieckim notowaniu. 28 lutego 2012 roku zadebiutowała na pozycji 16. w notowaniu „Hey Music” prowadzonym przez Radio Berlin. W następnym tygodniu utwór wypadł z listy.